# Сувијана (Болоња)
Сувијана (итал. Suviana) је насеље у Италији у округу Болоња, региону Емилија-Ромања.
Према процени из 2011. у насељу је живело 178 становника. Насеље се налази на надморској висини од 453 м.